# Іна Клер
Іна Феган, відома як Іна Клер (англ. Ina Claire; 15 жовтня 1893 — 21 лютого 1985) — американська акторка німого кіно. Удостоєна зірки на Голлівудській алеї слави.

## Життєпис
Народилася 15 жовтня 1893 року у Вашингтоні.
У 25 років одружилася зі сценаристом Джеймсом Віттакером. Шлюб тривав шість років, у 1925 подружжя розлучилося.
В 1929 році, через два тижні після знайомства, одружилася з Джоном Гілбертом, який уже був у двох шлюбах, мав дитину і прославився скандальним романом з Гретою Гарбо. Разом були два роки.
Через 8 років Іна одружилася з видавцем періодичної преси Вільямом Р. Воллесом. Щасливо прожили разом 37 років.

## Кінокар'єра
У 16 років дебютувала в театральній постановці «Наша міс Гіббс». До 1915 року грала театральних постановках мюзиклів.
У 1915 році її помітив відомий кінопродюсер і режисер Сесіль Блаунт Де Мілль. Молода акторка так вразила його, що він запросив її на головну роль у своєму фільмі «Не випускай з уваги». Відразу ж була ще одна картина, «Маріонеткова корона», де Клер зіграла принцесу Алексію. Цього разу режисером був Джордж Мелфорд. Після цього Клер повернулася до театральних вистав. У 1917 році її запросили взяти участь в благодійному фільмі Червоного Хреста «National Red Cross Pageant». В цьому ж році на Бродвеї з великим успіхом йшла комедія «Поллі з минулим». Через три роки Леандер де Кордова вирішив її екранізувати і головну роль, як і в театрі, зіграла Іна Клер. Наступне повернення Іни Клер в кінематограф теж було пов'язане з екранізацією театральної постановки, ще однієї комедії, «Жахлива правда». У ній Іна зіграла з Генрі Деніеллом, для якого це була перша роль. У 1930 році початківець Джордж Кьюкор запросив Іну Клер і Фредріка Марча на головні ролі в фільмі «Королівська сім'я з Бродвею». У 1931 році Клер разом з Робертом Амеса, Мірною Лой і Гедден Гоппер знялася в драмі «Відскік» Едварда Гріффіта. А в 1932 продюсер Голдвін Семюел запропонував їй роль в комедії «The Greeks Had a Word for Them». Там вона зіграла з Медж Еванс і Джоан Блонделл. Через сім років Іна Клер знялася в найвідомішої своїй картині — «Ніночка». Після цього з'явилася на екрані ще двічі — в епізоді драми «Я візьму цю жінку», де головні ролі виконали Спенсер Трейсі та Геді Ламарр, і в одній з головних ролей фільму «Клавдія». Більше Іна Клер не знімалася.
Іна Клер має зірку № 6150 на Голлівудській алеї слави за внесок у кіномистецтво.

## Фільмографія
- 1915 — Не випускай з уваги / The Wild Goose Chase — Бетті Райт
- 1915 — Маріонеткова корона / The Puppet Crown — принцеса Алексія
- 1917 — / National Red Cross Pageant — Жанна д'Арк
- 1920 — Поллі з минулим / Polly With a Past — Поллі Шеннон
- 1929 — Жахлива правда / The Awful Truth — Люсі Воррінер
- 1930 — Королівська сім'я з Бродвею / The Royal Family of Brodway — Джулі Кавендіш
- 1931 — Відскік / Rebound — Сара Джеффрі
- 1932 — / The Greeks Had a Word for Them — Джин Лоуренс
- 1939 — Ніночка / Ninotchka — велика княгиня Свана
- 1940 — Я візьму цю жінку / I Take This Woman — Ческа Маркеска
- 1943 — Клавдія / Claudia — місіс Браун